# Lollapalooza
 (mai 2025).
- Si vous ne connaissez pas le sujet, laissez ce bandeau (vous pouvez alors contacter les auteurs).
- Si vous supprimez le contenu mis en cause (vous pouvez préalablement contacter les auteurs),

argumentez précisément cette suppression dans la page de discussion
(un manque de référence n'est pas un argument ; une recherche réelle de référence doit avoir été effectuée, être formellement documentée).
Lollapalooza est un festival de musique annuel de quatre jours qui se tient au Grant Park de Chicago. Les genres musicaux joués incluent, sans s'y limiter, le rock alternatif, le heavy metal, le punk rock, le hip-hop et la musique électronique. Il accueille environ 400 000 participants chaque année.

## Histoire

### Années 1990
Fondé en 1991 par le chanteur Perry Farrell, leader du groupe Jane's Addiction, comme une tournée d'adieu pour son groupe, Lollapalooza se tient chaque année jusqu'en 1997, puis est relancé en 2003.
De sa création à 1997 et à son renouveau en 2003, le festival a fait une tournée en Amérique du Nord. En 2004, les organisateurs du festival ont décidé d'étendre les dates à deux jours par ville, mais la mauvaise vente des billets a forcé l'annulation de la tournée 2004.

### Années 2000
En 2003, Perry Farrell tente de faire renaître Lollapalooza en reformant Jane's Addiction puis en invitant Audioslave et Queens of the Stone Age, entre autres, mais les prix élevés ont découragé les fans de se bousculer. La tentative d'organiser une nouvelle tournée en 2004 a mal tourné et le tout a été annulé.
En 2005, au lieu d'un festival itinérant, Perry Farrell organise deux spectacles baptisés Lollapalooza à Grant Park, Chicago. Ce fut un succès, malgré la canicule qui frappait la région. Ils ont entre autres participé : Pixies, Arcade Fire, …And You Will Know Us by the Trail of Dead, The Killers, Death Cab for Cutie, The Walkmen, Spoon, Weezer, M83, Liz Phair, Dinosaur Jr., Louis XIV, Blonde Redhead, OK Go, Digable Planets, The Dandy Warhols, The Brian Jonestown Massacre, ainsi que Perry Farrell lui-même avec son projet Satellite Party.
Trois nouvelles journées de festivités ont été prévues pour les 4, 5 et 6 août 2006, à Chicago encore une fois. Une des rumeurs persistantes veut que les Smashing Pumpkins, un groupe de Chicago qui fut dissous en 2000, effectue un retour pour l'occasion. Par ailleurs se produiront cette année 130 groupes sur 8 scènes : dont les reformés pour l'occasion de Rage Against the Machine, Queens of the Stone Age, Red Hot Chili Peppers, Manu Chao, Sonic Youth, Sleater-Kinney, les Dresden Dolls, Eels, Nada Surf...
Radiohead s'y produit en 2008, et X Japan y fait son premier concert sur le territoire américain a l'édition 2010.

### Années 2010
En 2010, il est annoncé que Lollapalooza resterait à Chicago tout en faisant ses débuts en dehors des États-Unis, avec une édition du festival organisée à Santiago, au Chili, du 2 au 3 avril 2011. En 2011, la société Geo Events confirme la version brésilienne de l'événement, qui s'est tenue au Jockey Club de São Paulo les 7 et 8 avril 2012. En avril 2014, la version argentine apparaît, à Buenos Aires, et en novembre 2014, la première Lollapalooza européenne a lieu à l'ancien aéroport de Tempelhof à Berlin.
En octobre 2016, LiveNation France annonce la venue du festival à Paris les 22 et 23 juillet 2017 sur l'Hippodrome Paris-Longchamp,.

## Importance
Lollapalooza a eu un impact considérable sur la montée de la musique alternative durant la première moitié des années 1990. Le festival est né en juillet 1991 quelques mois avant l'explosion grunge et la sortie de Nevermind en septembre. L'été 1992 (baptisée year of grunge par Spin Magazine) a accueilli deux des groupes les plus populaires issus de Seattle, Pearl Jam et Soundgarden. Des membres des deux formations se produisaient aussi sous le nom Temple of the Dog. De 1991 à 1995, Lollapalooza a été souvent à l'avant-garde des tendances en matière de musique « alternative » comme on l'appelait à l'époque, d'indie rock, de hip-hop, de funk. Le festival faisait également une large place aux performances de tout genre, body painting par exemple, amuseurs publics, ainsi qu'à l'expression d'idées politiques alternatives.

## Tournées (1991-1997)
- 1991 : Jane's Addiction, Siouxsie and the Banshees, Violent Femmes, Living Colour, Nine Inch Nails, Butthole Surfers, Body Count, Rollins Band
- 1992 : Red Hot Chili Peppers, Soundgarden, Pearl Jam, The Jesus and Mary Chain, Ministry, Ice-T, Rage Against the Machine, Cypress Hill, House of Pain, Porno for Pyros, Stone Temple Pilots, Jim Rose
- 1993 : Rage Against the Machine, Dinosaur Jr., Tool, Alice in Chains, Primus, Fishbone, Arrested Development, Babes in Toyland, Sebadoh, Front 242.
- 1994 : The Smashing Pumpkins, Beastie Boys, The Breeders, L7, Boredoms, Nick Cave and the Bad Seeds, George Clinton, Green Day, The Verve, The Flaming Lips, Girls Against Boys.
- 1995 : Sonic Youth, Hole, Cypress Hill, Pavement, Beck, Elastica, Yo La Tengo, Blonde Redhead, Mike Watt, The Mighty Mighty Bosstones, The Jesus Lizard.
- 1996 : Metallica, Soundgarden, Ramones, Rancid, Cheap Trick, Melvins, Soul Coughing, Cornershop.
- 1997 : The Prodigy, KoЯn, Tricky, Devo, Snoop Dogg, Porno for Pyros, The Orb, Lost Boyz, Eels.

## Dans le monde

### États-Unis
Depuis 2005, il se déroule à Grant Park, dans le centre-ville de Chicago (Illinois).
En 2019, Lollapalooza Chicago incluait Lil Wayne, Ariana Grande, Twenty One Pilots, Childish Gambino, The Chainsmokers, The Strokes, Hozier, Tame Impala, Death Cab for Cutie, Meek Mill, Lennon Stella, 21 Savage, J Balvin, Alesso, Dean Lewis, Bea Miller et bien d'autres.
L'événement 2020 est annulé en raison de la pandémie de Covid-19.

### Chili
En 2010, il a été annoncé que Lollapalooza ferait ses débuts en Amérique du Sud, avec une branche du festival organisée à Santiago, la capitale du Chili, du 2 au 3 avril 2011. La programmation de Lollapalooza Chile incluait Jane's Addiction, Thirty Seconds to Mars, The National, Manny et Gil The Latin, The Drums, The Killers, Los Bunkers, Ana Tijoux, Javiera Mena, Fatboy Slim, Deftones, Los Plumabits, Cypress Hill, 311, The Flaming Lips et bien d'autres.

### Brésil
En 2011, une version brésilienne de l'événement est confirmée, elle se tient au Jockey Club de São Paulo les 7 et 8 avril 2012.

### Argentine
Depuis 2014, le festival se déroule à Buenos Aires.

#### 2014 (1–2 avril)

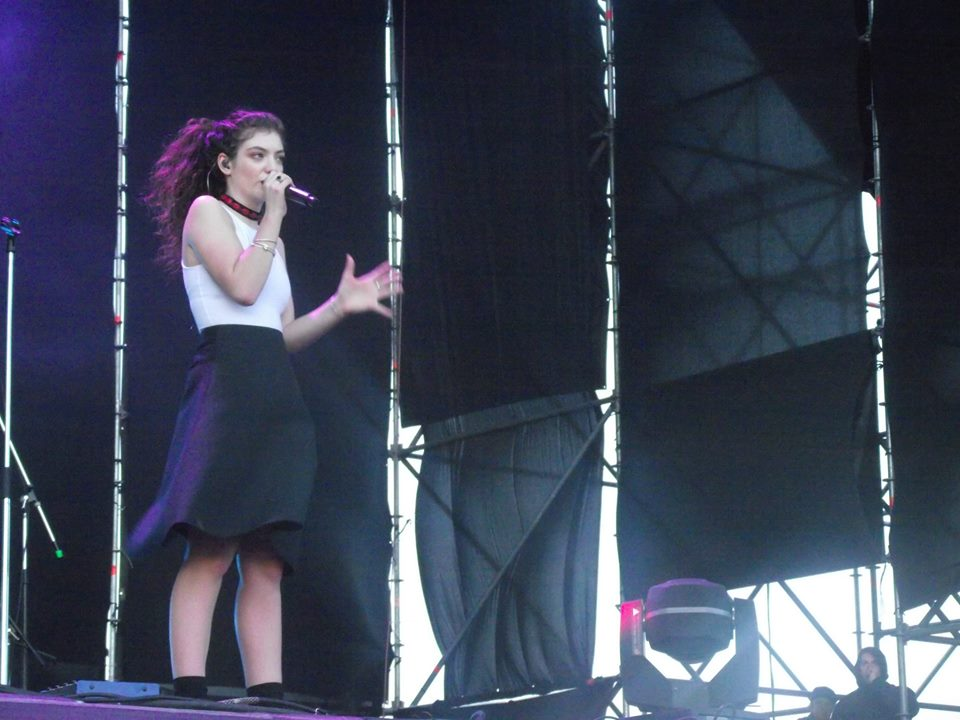
Lorde sur la scène « alternative ».

- Intrépidos Navegantes, Onda Vaga, Capital Cities, The Voidz, Phoenix, Arcade Fire, La Armada cósmica, Airbag, Jovanotti, Ellie Goulding, Pixies, Red Hot Chili Peppers, Walter Domínguez, Sig Ragga, Juana Molina, Cage the Elephant, Imagine Dragons, Nine Inch Nails, La Bomba de Tiempo, Él Mató a un Policía Motorizado, Johnny Marr, Vampire Weekend, Soundgarden, Alde, Nação Zumbi, Portugal. The Man, Jake Bugg, Lorde, New Order, Detonantes, Savages, Pez, AFI, Illya Kuryaki and the Valderramas, Franco V, Dietrich, Nairobi, Flume, Flux Pavilion, Wolfgang Gartner, Kid Cudi, Zedd, Búlgara, RVSB, DJ Paul, Perry Etty et Joachim Garraud, Baauer, Krewella, The Bloody Beetroots, Axwell.

#### 2015 (21–22 mars)

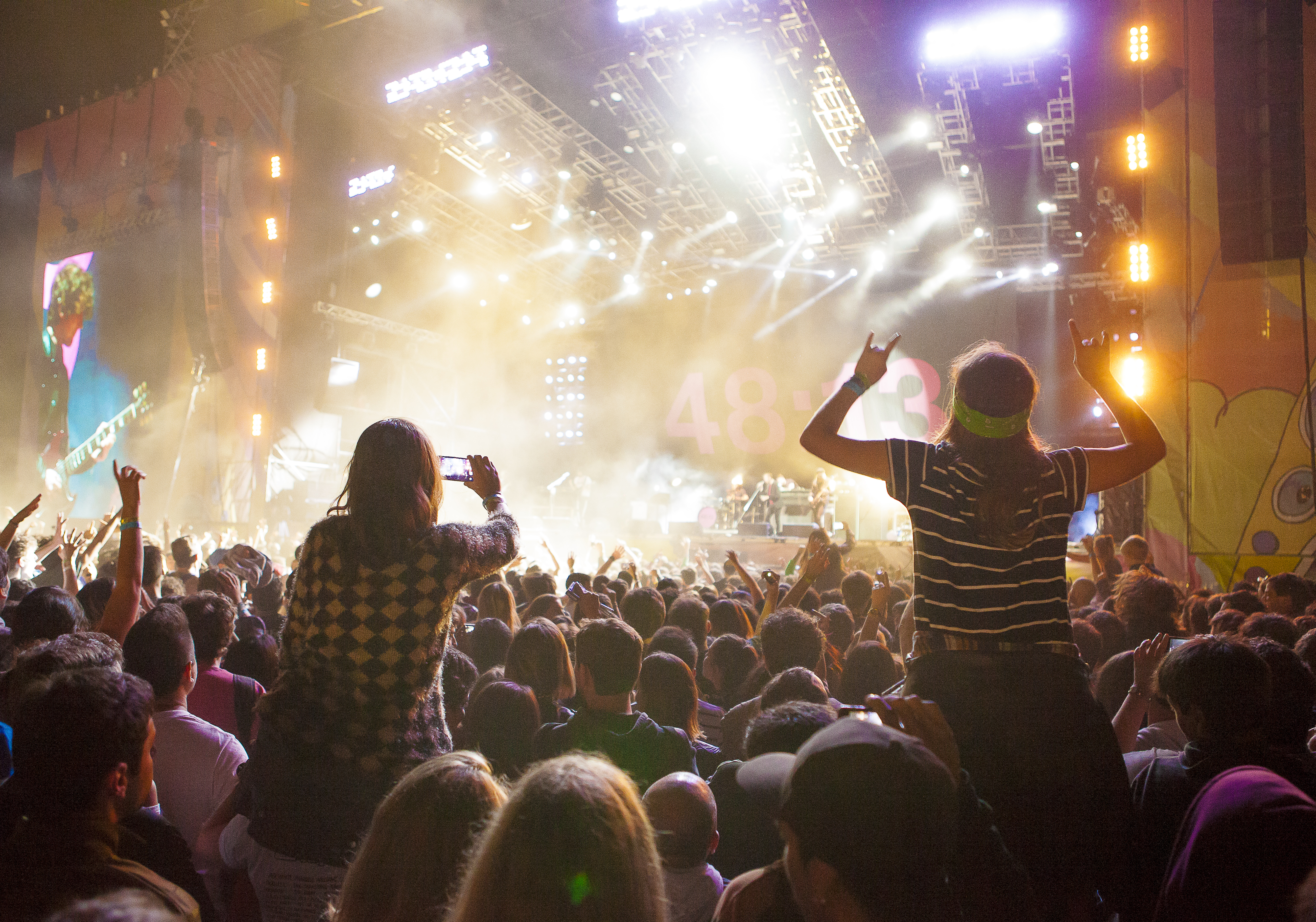
Lollapalooza Argentine 2015.

La seconde édition de Lollapalooza Argentine attire plus de 140 000 participants sur les deux jours.
- Jack White, Pharrell Williams, Calvin Harris, Robert Plant, The Smashing Pumpkins, Foster the People, Kasabian, Skrillex, Cypress Hill, Interpol, The Kooks, Bastille, Alt-J, Major Lazer, Rudimental, Pedro Aznar, Nicky Romero, Damian Marley, SBTRKT, St. Vincent, NOFX, DJ Snake, Fitz and The Tantrums, The Chainsmokers, Dillon Francis, Kongos, Carnage, Chet Faker, Molotov, Kill the Noise, Ed Motta, Dancing Mood, Maxi Trusso, Ritmo Machine, Poncho, Miss Bolivia, Three Days Grace, Leiva, Big Gigantic, Quique Neira, Orquesta Típica Fernández Fierro, Chancha Vía Circuito, Zero Kill, Francisca y Los Exploradores, Tommy Drueta, Jvlian, Sambara, Hipnótica, Boom Pam, Despertar Antoles.

#### 2016 (18–19 mars)
- Eminem, Florence + the Machine, Jack Ü, Mumford and Sons, Noel Gallagher’s High Flying Birds, Brandon Flowers, Tame Impala, Zedd, Kaskade, Die Antwoord, Alabama Shakes, Of Monsters and Men, Babasónicos, Illya Kuryaki and the Valderramas, Marina and the Diamonds, Odesza, Twenty One Pilots, Halsey, Bad Religion, Jungle, Albert Hammond Jr., Ghost, Walk the Moon, Flosstradamus, RL Grime, Zeds Dead, A-Trak, Carajo, Eruca Sativa, Eagles of Death Metal, Sig Ragga, Duke Dumont, The Joy Formidable, Meteoros, Rosario Ortega, Victoria Bernardi, Seeed, Gramatik, Vintage Trouble, Matthew Koma, Jack Novak, Leo García, El Kuelgue, Los Espíritus, Zuker, Festa Bros, Villa Diamante, Juan Ingaramo, Solimano Live, Eric Mandarina, Frane et Faktor Band, Stone Giant.

#### 2017 (31 mars–1 avril)
- Metallica, The Chainsmokers, The Strokes, The Weeknd, The xx, Flume, Martin Garrix, Two Door Cinema Club, Rancid, Duran Duran, The 1975, G-Eazy, Tove Lo, Melanie Martinez, León Gieco, Lisandro Aristimuño, MØ, Cage the Elephant, Marshmello, Glass Animals, Oliver Heldens, Catfish and the Bottlemen, Nervo, Tegan and Sara, Turf, Poncho, Tchami, Don Diablo, Criolo, Paolo Pandolfo, Vance Joy, Mad Professor, Nicola Cruz, Campo, Griz, Silversun Pickups, Alok, Borgore, La Yegros, Sara Hebe, El Plan de la Mariposa, Deny, Bestia Bebé, Huevo, Bandalos Chinos, DJ Paul, Malevo, Fianru, Un Planeta, Usted Señálemelo, La Máquina Camaleón, Joystick.

#### 2018 (16–17 mars)
- Red Hot Chili Peppers, The Killers, Imagine Dragons, Lana Del Rey, LCD Soundsystem, Chance the Rapper, Wiz Khalifa, DJ Snake, Kygo, Hardwell, Liam Gallagher, The National, Khalid, David Byrne, Galantis, Royal Blood, Las Pelotas, Bajofondo, Damas Gratis, Yellow Claw, DVBBS, Dillon Francis, Aurora, Mac Miller, Anderson .Paak and the Free Nationals, Mac DeMarco, Metronomy, Milky Chance, Dante Spinetta, Emmanuel Horvilleur, Camila Cabello, Spoon, The Neighbourhood, Volbeat, Zara Larsson, Mon Laferte, Zoé, Miranda!, Los Espiritus, Alan Walker, Alison Wonderland, Oh Wonder, Deorro, Cheat Codes, Marilina Bertoldi, Clubz, Bambi, Barco, Indios, Octafonic, Leo García + Benito Cerati, Militantes del Climax, What So Not, Oriana, Nathy Peluso, Jesse Baez, Tash Sultana, Mitú, Kaleo, Satélite 23, Jakob Ogawa, Luca Bocci, Thomas Jack, Shiba San, Louis the Child, Ela Minus, DJ Who, Whethan, Aloe, Isla de Caras, Halpe, El jardin de ordoñez, Valdes[Lequel ?], El Zar, Nene Almibar, Programa et Pyura.

### Allemagne
Le 4 novembre 2014, il est annoncé que le tout premier Festival Lollapalooza se tiendra en Europe, il eut lieu à l'ancien aéroport de Tempelhof, à Berlin, du 12 au 13 septembre 2015. Depuis 2018, le festival se tient à l'Olympiapark de Munich.

### France
En octobre 2016, Live Nation France annonce la venue du festival à Paris les 22 et 23 juillet 2017 sur le terrain de l'hippodrome de Longchamp.
La programmation de Lollapalooza Paris 2017 a été annoncée le 17 janvier 2017 mettant en vedette Red Hot Chili Peppers et The Weeknd en tête d'affiche. Par la suite, la programmation comprend Imagine Dragons, Lana Del Rey, DJ Snake, London Grammar, Alt-J, The Roots, Marshmello, Liam Gallagher, Martin Solveig, Skepta, Glass Animals, Milky Chance, Don Diablo, Oliver Heldens, Crystal Fighters, Jauz, Alan Walker et bien d'autres.
Les éditions 2020 et 2024 de Lollapalooza Paris sont annulées respectivement dû à la pandémie de Covid-19 et à la concentration des forces de l'ordre dédiée à l'organisation des Jeux olympiques d'été de 2024.

### Suède
La première édition scandinave de Lollapalooza s'est tenue à Stockholm les 28 et 29 juin 2019.

## Critiques
D'abord festival underground, célébrant la musique et les arts alternatifs, Lollapalooza a rapidement essuyé des critiques pour être devenu, malgré lui, trop populaire. On[Qui ?] l'a alors taxé de mercantilisme, mais le contenu musical n'en a pas véritablement été affecté, bien que le fait de participer à Lollapalooza contribuait grandement à l'essor des groupes qui y participaient et les sortait instantanément de l'underground.
Le groupe grunge Nirvana devait faire partie du festival de Lollapalooza en été 1994, mais à la suite de la mort de Kurt Cobain quelques mois plus tôt, le groupe se sépare. En 1995, le festival reprend une optique plus underground, en présentant Sonic Youth en tête d'affiche. Si Sonic Youth est légendaire et bien connu des amateurs du genre, sa musique peut être inaccessible et sa popularité, selon la mesure en chiffres de ventes, ne se compare aucunement à celle des Smashing Pumpkins, vedette de la tournée précédente.
Après avoir encaissé des baisses de revenus en 1995, le festival présente en 1996 son programme le plus commercial, en invitant comme têtes d'affiche le groupe Metallica. Le metal de ce genre n'avait jamais été le style préconisé par Lollapalooza. De plus, la musique alternative du début des années 1990 avait porté un très dur coup à la popularité des groupes hard rock ou metal de la décennie 1980. La présence de Metallica à l'édition 1996 était en soi une opposition à l'essence même du festival; elle devait aliéner nombre de fans, et on peut spéculer que le festival, qui devait prendre fin dans une indifférence relative l'été suivant, ne s'en est jamais véritablement remis.
L'édition 1996 est cependant remarquable pour la présence de Soundgarden, premier groupe à se placer comme une des têtes d'affiche de deux Lollapalooza différents, et pour la participation du légendaire groupe de punk rock Ramones, qui avait annoncé en 1995 sa séparation après deux décennies de carrière. Les Ramones ont accepté de participer sur invitation de Soundgarden, et ont prolongé leur existence jusqu'à la conclusion de la tournée 1996.
En 2013, le festival a lieu à Santiago du Chili, au Parc O’Higgins. Ce lieu public est converti pendant deux jours en un lieu totalement privé. Ainsi les citoyens ne peuvent visiter le parc sans payer l'entrée au festival. Le prix de l'entrée pour un seul jour représente approximativement le quart du salaire mensuel minimum au Chili.